# 汤文全
汤文全（1951年—），湖北孝感人，汉族，中华人民共和国政治人物、第十一届全国人民代表大会湖北地区代表。
毕业于武汉水利电力学院高压专业，是中共党员。担任湖北省电力公司总经理。2008年起担任全国人大代表。